# アート・アンサンブル・オブ・シカゴ
アート・アンサンブル・オブ・シカゴ（Art Ensemble Of Chicago）は、アメリカ合衆国シカゴ出身のフリー・ジャズ・バンド。「多楽器主義」を掲げ、ステージ上に膨大な数の楽器を並べて、それらすべてを演奏することで知られる。

## 来歴
シカゴのアフリカ系アメリカ人音楽家による自助組織「AACM」（Association for the Advancement of Creative Musicians、1965年発足）のメンバーにより、前身バンドであるロスコー・ミッチェル・セクステットが1966年に結成され、1968年にレコード・デビュー。その後、メンバー・チェンジを経てロスコー・ミッチェル・アート・アンサンブルとして活動し、1969年から1971年にかけてパリを拠点に活動。この頃にアート・アンサンブル・オブ・シカゴと改名して、ブリジット・フォンテーヌのアルバム『ラジオのように』（1969年）の制作に参加。そして、ドンが加入してからは、20年以上に渡って同じラインナップで活動する。
1974年、初の日本公演を行う。1978年にはECMレコードに移籍し、知名度を更に高める。
1980年代後半には、日本のレーベルDIW（ディスクユニオンの社内レーベル）と契約。移籍第1作の『エンシェント・トゥ・ザ・フューチャー（Ancient To The Future, Vol.1）』（1987年）は、多くのカバー曲（デューク・エリントン、オーティス・レディング、ボブ・マーリー、ジミ・ヘンドリックス、フェラ・クティ）を収録。
セロニアス・モンクに捧げたトリビュート・アルバム『セロニアス・スフィア・モンク』（1991年）では、セシル・テイラーと共演し、『ドリーミング・オブ・マスターズ組曲』（1991年）と並行して制作された。この制作時期に来日公演を行い『ライヴ・アット・トーキョー・ミュージック・ジョイ '90』（1990年）も残している。これらの作品がDIWレーベルにおける最後の作品となり、次作は自らが設立したレーベル、AECOレコード (AECO Records) に戻って発売された。1993年にジョセフが脱退。残された4人は、1998年にアトランティック・レコードから『Coming Home Jamaica』を発表するが、1999年、レスターが死去した。
2001年9月、レスターへのトリビュート・アルバム『レスター・ボウイに捧ぐ』を録音し、2003年に発売した。ECMレコードにおける録音は『サード・ディケイド』（1985年）以来のことであった。次作『Reunion』（2003年）からジョセフがバンドに復帰するが、2004年にはマラカイも死去。バンドは、新たなトランペット奏者とベーシストを迎えて活動を続けた。

## メンバー
担当楽器も併せて記載。
- レスター・ボウイ

トランペット、バスドラム、ボーカル他
- ジョセフ・ジャーマン

サクソフォーン（ソプラニーノ/ソプラノ/アルト/テナー/バリトン/バス）、クラリネット、バスクラリネット、バスーン、フルート、アルトフルート、ピッコロ、チェレスタ、ゴング、コンガ、ホイッスル、ボーカル他
- ロスコー・ミッチェル

サクソフォーン（ソプラニーノ/ソプラノ/アルト/テナー/バリトン/バス）、クラリネット、フルート、ピッコロ、ボンゴ、グロッケンシュピール、スティールパン、コンガ、ホイッスル、ボーカル他
- マラカイ・フェイヴァーズ

ベース、パーカッション、メロディカ、ボーカル他
- ドン・モイエ

ドラムス、ベンディール（モロッコの打楽器）、ティンパニ、ジャンベ、ウッドブロック、バラフォン、ボンゴ、コンガ、ホイッスル、ボーカル他

## ディスコグラフィ

### 前身バンドの作品
- ロスコー・ミッチェル・セクステット, 『サウンド』 - Sound（1966年8月録音）(Delmark) 1966年
- ロスコー・ミッチェル, 『オールド、クォーテッド』 - Old/Quartet（1967年5月、11月録音）(Nessa→Bomba) 1975年
- レスター・ボウイ, 『ナンバーズ 1 & 2』 - Numbers 1 & 2（1967年8月録音）(Nessa) 1967年
- アート・アンサンブル名義, Early Combinations (1967年9月、11月録音）(Nessa) 2012年
- ロスコー・ミッチェル・アート・アンサンブル名義, 『コングリプシャス』 - Congliptious（1968年2月、3月録音）(Nessa) 1968年

### アート・アンサンブル・オブ・シカゴ名義の作品
- 『ア・ジャクソン・イン・ユア・ハウス』 - A Jackson In Your House（1969年6月23日録音）(BYG Actuel) 1969年（BYG 3部作の1）
- 『ツタンカーメン』 - Tutankhaman（1969年6月26日録音）(Freedom/Black Lion) 1969年
  - 『ザ・スピリチュアル』 - The Spiritual（1969年6月26日録音）(Freedom/Black Lion) 1969年
- 『苦悩の人々』 - People In Sorrow（1969年7月録音）(EMI) 1969年
- 『メッセージ・トゥ・アワ・フォークス』 - Message To Our Folks（1969年8月12日録音）(BYG Actuel) 1969年（BYG 3部作の2）
  - 『リース・アンド・ザ・スムース・ワンズ』 - Reese And The Smooth Ones（1969年8月12日録音）(BYG Actuel) 1969年（BYG 3部作の3）
- Eda Wobu（1969年10月録音）(JMY) 1969年
- ブリジット・フォンテーヌおよびアレスキ・ベルカセムと共同名義, 『ラジオのように』 - Comme à la radio (Saravah) 1969年

- 『サーティン・ブラック』 - Certain Blacks（1970年2月録音）(America) 1970年
- Go Home（1970年3月～4月録音）(Galloway) 1973年
- 『チ・コンゴ』 - Chi-Congo（1970年5月～6月録音）(Decca/Paula) 1974年
- 『レ・スタンス・ア・ソフィー』 - Les Stances a Sophie（1970年7月録音）(Pathé-Marconi) 1970年
- 『ライヴ・イン・パリ』 - Live in Paris（1970年8月録音）(BYG Actuel Japan) 1974年
- フォンテラ・バスと共同名義, Art Ensemble of Chicago with Fontella Bass（1970年8月録音）(America) 1971年
- 『フェーズ・ワン』 - Phase One（1971年2月録音）(America) 1971年
- Live At Mandel Hall（1972年1月録音）(Delmark) 1972年（シカゴにおけるライブ）
- 『バプティズム』 - Bap-Tizum（1972年9月録音）(Atlantic) 1973年
- 『戦士への讃歌』 - Fanfare For The Warriors（1973年9月録音）(Atlantic) 1973年
- Kabalaba: Live At Montreux Jazz 1974（1974年7月録音）(AECO) 1978年（モントルー・ジャズ・フェスティバルにおけるライブ）
- 『ナイス・ガイズ』 - Nice Guys（1978年5月録音）(ECM) 1979年
- 『ライヴ・イン・ベルリン』 - Live in Berlin（1979年3月録音）(West Wind) 1991年（ベルリンにおけるライブ。CD2枚組）

- 『フル・フォース』 - Full Force（1980年1月録音）(ECM) 1980年
- 『アーバン・ブッシュマン』 - Urban Bushmen（1980年5月録音）(ECM) 1982年（ミュンヘンにおけるライブ）
- Among the People（1980年8月録音）(Praxis) 1981年。（ミラノにおけるライブ）
のち（改題・再発）Live In Milano (Golden Years Of New Jazz) 2001年。
- Live in Japan（1984年4月録音）(DIW) 1985年。（「東京簡易保険会館」におけるライブ）
のち（曲目追加・再発）『コンプリート・ライヴ・イン・ジャパン '84』 - The Complete Live In Japan (DIW/THINK!) 1988年。（CD 2枚組）
- 『サード・ディケイド』 - The Third Decade（1984年6月録音）(ECM) 1985年
- 『ネイキッド』 - Naked（1985年11月～1986年7月録音）(DIW) 1986年
- 『エンシェント・トゥ・ザ・フューチャー』 - Ancient To The Future, Vol.1（1987年3月録音）(DIW) 1987年
- 『ジ・オルタネート・エクスプレス』 - Alternate Express（1989年1月録音）(DIW) 1989年

- 『アート・アンサンブル・オブ・ソウェト』 - The Art Ensemble Of Soweto（1989年12月～1990年1月録音）(DIW) 1990年
- 『アメリカ・サウス・アフリカ』 - America - South Africa（1989年12月～1990年1月録音）(DIW) 1990年
- セシル・テイラーと共同名義, 『セロニアス・スフィア・モンク』 - Thelonious Sphere Monk: Dreaming of the Masters, Vol. 2（1990年1月～3月録音）(DIW) 1991年
- 『ドリーミング・オブ・マスターズ組曲』 - Dreaming of the Masters Suite（1990年1月～3月録音）(DIW) 1991年
- 『ライヴ・アット・トーキョー・ミュージック・ジョイ '90』 - Live at the 6th Tokyo Music Joy（1990年2月録音）(DIW) 1990年（「昭和女子大学人見記念講堂」におけるライブ）
- ドン・プーレンと共同名義, Fundamental Destiny（1991年6月録音）(AECO) 2007年（フランクフルトにおけるライブ）
- Salutes the Chicago Blues Tradition（1993年7月録音）(AECO) 1993年（ジュネーヴにおけるライブ。CD2枚組）
- Coming Home Jamaica（1995年12月～1996年1月録音）(Atlantic) 1998年
- Urban Magic（1997年6月録音）(Musica) 2003年

- 『レスター・ボウイに捧ぐ』 - Tribute to Lester（2001年9月録音）(ECM) 2003年
- Reunion（2003年1月録音）(Around jazz / Il Manifesto) 2003年（ローマにおけるライブ）
- 『邂逅』 - The Meeting（2003年春録音）(Pi Recordings) 2003年
- Sirius Calling（2003年4月24日～26日録音）(Pi Recordings) 2004年
- Non-Cognitive Aspects of the City: Live at Iridium（2004年4月2日、3日録音）(Pi Recordings) 2006年（「イリジウム・ジャズ・クラブ」におけるライブ）